# Psechrus rani
Psechrus rani är en spindelart som beskrevs av Wang och Yin 200. Psechrus rani ingår i släktet Psechrus och familjen Psechridae. Inga underarter finns listade i Catalogue of Life.